# Bohemian Betyars
Bohemian Betyars est un groupe hongrois de musique du monde fondé en 2009 par le chanteur Levente Szűcs et le guitariste électrique Máté Mihályfi, à Miskolc. Les mélodies hongroises, balkaniques et tsiganes jouent un rôle important dans leurs chansons, mêlant des thèmes ska, punk et psychédéliques. Le groupe se fait appeler « speed-folk-freak-punk », ce qui caractérise la performance « folle » et la diversité musicale de Bohemian Betyars.

## Histoire
Bohemian Betyars a été fondée en 2009. Le style de musique du groupe, qu'il appellent speed-folk freak-punk, se présente comme un mélange de punk écrasant, ska rebondissant et psychédélisme à la dérive, pimenté de leurs thèmes mélodiques avec des mélodies hongroises, balkaniques et tsiganes.
En 2016, Bohemian Betyars a remporté le concours « spectacle de talents » appelé Nagy-Szín-Pad.
La série télévisée RTL Klub Farm a choisi leur chanson Megjöttek a füyök (Stone Soup, 2012) comme chanson thème, et ils jouent également la chanson thème de la série télévisée Drága öröösök ( Majd' meghalok / Csavargó, 2017).
En 2024, Bohemian Betyars publie sa chanson "La Bohème" en coproduction avec le groupe français La Caravane Passe.

## Membres
- Levente Szűcs – guitare acoustique, chant
- Máté Palágyi "Kakas" - violon, chant
- Domonkos Kondor - trompette
- Máté Mihályfi – guitare électrique, tambourin, chant
- Gábor Fehér – guitare basse, chant
- Dániel Dankó – batterie

### Anciens membres
- Máté Pethő – chanteur
- Kristóf Fellegi - batterie
- Richard Botár – batterie
- Ferenc Hajnal – saxophone
- Balázs Czégé – saxophone
- Krisztián Muhari - trompette

## Discographie
- Boros utca 1. (2011)
- Stone Soup (2012)
- Utcabetyár (2013)
- Összefúj a szél EP (2015)
- Csavargó (2017)
- Gubancos (2021)

## Sources
1. ↑  « A Bohemian Betyars egész Magyarországot fogja képviselni », index.hu, 15 mai 2016 (consulté le 7 décembre 2018)

- Site officiel